# Günter Haubold
Günter Haubold (* 30. August 1926 in Freiberg; † 22. Dezember 1999 in Berlin) war ein deutscher Kameramann und Drehbuchautor.
Günter Haubold erlernte zunächst den Beruf des Finanzwirtschaftlers. Anfang der 1950er Jahre kam er zur DDR-Filmfirma DEFA als Kamera-Assistent. Nach einigen Jahren wurde er selbst als Kameramann tätig.
Bis zu seinem Ruhestand 1990 wirkte er an 38 Produktionen als Kameramann und 9 Produktionen als Drehbuchautor mit. Haubold starb 1999 an Krebs.

## Filmografie
- 1959: Erich Kubak
- 1960: Fernsehpitaval: Der Fall Haarmann (Fernsehreihe)
- 1960: Der neue Fimmel
- 1961: Steinzeitballade
- 1961: Mongolia (Dokumentarfilm)
- 1962: Wenn Du zu mir hältst
- 1962: Freispruch mangels Beweises
- 1963: An französischen Kaminen
- 1963: Das Stacheltier – Der Tanzlehrling (Kurzfilm)
- 1964: Preludio 11
- 1964: Geliebte weiße Maus
- 1964: Das Lied vom Trompeter
- 1967: Die gefrorenen Blitze
- 1967: Turlis Abenteuer
- 1967: Die Heiden von Kummerow und ihre lustigen Streiche
- 1968: Die Toten bleiben jung
- 1970: Im Spannungsfeld
- 1971: KLK an PTX – Die Rote Kapelle
- 1971: Filmemacher (TV)
- 1973: Eva und Adam (TV-Vierteiler)
- 1974: Bittere Pillen (TV)
- 1975: Zwischen Nacht und Tag
- 1976: Nelken in Aspik
- 1978: Anton der Zauberer
- 1979: Ein April hat 30 Tage
- 1980: Alle meine Mädchen
- 1981: Der Leutnant Yorck von Wartenburg (Fernsehfilm)
- 1981: Wäre die Erde nicht rund
- 1983: Schwierig sich zu verloben
- 1983: Das Spiel (+ Drehbuch)
- 1983: Verzeihung, sehen Sie Fußball?
- 1984: Wo andere schweigen
- 1985: Junge Leute in der Stadt
- 1987: Stielke, Heinz, fünfzehn…
- 1987: Die erste Reihe (Fernsehfilm)
- 1988: Mensch, mein Papa...!
- 1989: Der Magdalenenbaum
- 1990: Selbstversuch (Fernsehfilm)
- 1990: Der kleine Herr Friedemann (Fernsehfilm)

## Auszeichnungen
- 1971: Nationalpreis der DDR 1. Klasse und Kunstpreis des FDGB als Mitglied des Schöpferkollektivs des Filmes KLK an PTX – Die Rote Kapelle